# 3250 Martebo
3250 Martebo је астероид главног астероидног појаса са средњом удаљеношћу од Сунца која износи 3,018 астрономских јединица (АЈ).
Апсолутна магнитуда астероида је 11,4.